# Эрташ, Нешет
Нешет Эрташ (1938 — 25 сентября 2012) — турецкий автор-исполнитель, известен как современный ашуг и виртуоз игры на сазе.

## Биография
Родился в 1938 году деревне Кыртылар в иле Кыршехир. Отец Нешета Эрташа — турецкий музыкант Мухаррем Эрташ. Доне Коч, мать Нешета Эрташа, стала для Мухаррема второй женой. Его первая жена умерла в раннем возрасте. У Нешета был сводный брат Неджати, родившийся в первом браке отца, и две младшие сестры, Айше и Надие.
Когда Нешету Эрташу было пять лет, он начал играть на скрипке и сазе. Его отец зарабатывал играя музыку на свадьбах, Нешет аккомпанировал ему, поэтому не смог окончить школу.
Когда Нешету Эрташу было 14 лет, он переехал в Стамбул. Там он играл музыку в ночном клубе, расположенном в Бейоглу. Через два года Нешет Эрташ переехал в Анкару, где стал работать в компании «TRT». Он исполнял народные песни на передаче «Yurttan Sesler» под псевдонимом «Нешет Эрташ из Кыршехира». Одновременно с работой на радио Эрташ по ночам подрабатывал, играя музыку в ночных клубах. В 1978 году у Нешета Эрташа парализовало пальцы. В 1979 году он поехал в Германию, где жил его брат. В Германии Нешет сумел вылечить свои пальцы и начал играть там музыку на свадебных церемониях и местных праздниках. Также Нешет Эрташ перевёз в Германию трёх своих детей. Два года Нешет Эрташ преподавал игру на сазе в немецкой школе искусств.
Нешет Эрташ вернулся в Турцию лишь через 23 года после отъезда. Его первый концерт, прошедший в Стамбуле, был встречен овациями зрителей. После этого Эрташ совершил тур по стране.

### Личная жизнь
В 1960 году Нешет Эрташ женился на певице Лейле, с которой познакомился в ночном клубе. В браке родились две дочери и сын. Через десять лет супруги развелись.

### Смерть
Нешет Эрташ умер 25 сентября 2012 году в госпитале Измира, куда был госпитализирован двумя неделями ранее в связи с раком. Затем тело было доставлено в Анкару. Религиозная церемония прощания прошла в мечети Ахи Эвран, на ней присутствовали премьер-министр Реджеп Эрдоган, министр культуры Эртугрул Гюнай и лидер оппозиции Кемаль Кылычдароглу, а также музыканты Орхан Генджебай и Ариф Саг, помимо них с умершим простились также десятки тысяч других людей. Тело Нешета Эрташа, соответственно с его последней волей, было похоронено рядом с могилой его отца.

## Награды и премии
- Медаль за выдающиеся достижения Великого национального собрания Турции (2006)[11][12].
- Премия ЮНЕСКО «живое Национальное достояние» (2010)[11].
- Почётная степень Стамбульского технического университета (25 апреля 2011)[11].